# 마구령
마구령(馬驅嶺)은 경상북도 영주시 부석면 남대리에 위치한 고개다. 높이는 해발 820m이다. 국가지원지방도 제28호선과 지방도 제935호선이 이곳을 지난다. 이 고개를 넘어서 충청북도 단양군 영춘면에 위치한 의풍리로 갈 수 있으며, 의풍리에서 충청북도와 강원도 지역으로 갈 수 있다.
태백산과 소백산 사이에 있는 양백지간에 위치하고 있으며 정감록의 십승지 중 한 곳이기도 하다. 장사꾼들이 말을 몰고 다녔던 고개라고 해서 마구령이라는 이름이 붙었다. 또는 경사가 심해 논을 매는 것처럼 힘들다 하여 매기재라고도 불린다. 단양 영춘면의 의풍계곡에서 민초들이 부석장으로 가기 위해 이 고개를 넘었다고 전하고 있다. 길이 매우 험해 영주와 단양 사이를 오갈 때는 주로 죽령고개를 이용했기 때문에 백두대간을 따라 걷는 등산객이 찾기 전까지만해도 인적이 드문 고개이기도 했다. 현재 터널 개설 공사를 하고 있다.